# Carlos Giró Sentís
Carlos Giró Sentís, conocido también como Charly Giró (Barcelona, 19 de agosto de 1971) es un expiloto de motociclismo de velocidad español que compitió internacionalmente entre la temporada de 1991 y la de 1994. Fue dos veces Campeón de España de velocidad en 125cc (1991 y 1992). En 1991 fue subcampeón de Europa en la categoría de 125cc, corriendo para el equipo de la RFME.
Su padre, Eduardo Giró, es un reconocido ingeniero de motores, miembro de la familia fundadora de OSSA y autor entre otros de la famosa OSSA monocasc que pilotó Santiago Herrero el 1970, así como de los motores de las JJ Cobas durante la década de 1990.
Hace falta no confundir Charly Giró con su homónimo Carlos Giró -conocido piloto durante la década de 1960 fue también Campeón español. Este último era primo de su padre Eduard.

## Resultados en el Campeonato del Mundo
Sistema de puntuación de 1993 hasta 2022:
| Posición | 1.º | 2.º | 3.º | 4.º | 5.º | 6.º | 7.º | 8.º | 9.º | 10.º | 11.º | 12.º | 13.º | 14.º | 15.º |
| Puntos   | 25  | 20  | 16  | 13  | 11  | 10  | 9   | 8   | 7   | 6    | 5    | 4    | 3    | 2    | 1    |

### Carreras por año
(Carreras en negrita indica pole position, carreras en cursiva indica vuelta rápida)
| Año  | Cat.  | Moto     | 1       | 2       | 3       | 4       | 5       | 6       | 7       | 8       | 9       | 10      | 11      | 12      | 13      | 14      | 15    | Pts. | Pos. |
| ---- | ----- | -------- | ------- | ------- | ------- | ------- | ------- | ------- | ------- | ------- | ------- | ------- | ------- | ------- | ------- | ------- | ----- | ---- | ---- |
| 1991 | 125cc | JJ Cobas | JPN -   | AUS -   | USA -   | ESP -   | ITA -   | GER -   | FRA 8   | AUT -   | EUR -   | NED     | GBR Ret | RSM DNS | CZE -   | VDM -   | MAL - | 7    | 30.º |
| 1992 | 125cc | Aprilia  | JPN Ret | AUS 28  | MAL Ret | ESP 3   | ITA Ret | EUR 6   | GER 10  | NED 8   | HUN Ret | FRA Ret | GBR 16  | BRA 9   | RSA 2   |         |       | 39   | 12.º |
| 1993 | 125cc | Aprilia  | AUS Ret | MAL Ret | JPN Ret | ESP Ret | AUT 20  | GER Ret | NED Ret | EUR Ret | RSM 5   | GBR DNS | CZE 6   | ITA Ret | USA Ret | FIM 15  |       | 22   | 20.º |
| 1994 | 125cc | Aprilia  | AUS 26  | MAL Ret | JPN 20  | ESP -   | AUT 28  | GER 20  | NED Ret | ITA 15  | FRA Ret | GBR 9   | CZE 13  | USA 7   | ARG 10  | EUR Ret |       | 26   | 19.º |